# Benedetto XIV Cento 2004-2005
La Benedetto XIV Cento 2004-2005, ha preso parte al campionato italiano di pallacanestro di Serie B d'Eccellenza 2004-2005, classificandosi al 1º posto nel girone B, venendo eliminata nella finale play-off da Castelletto Ticino.
Ha inoltre preso parte alla fase finale della Coppa Italia Lega Nazionale Pallacanestro 2005, venendo eliminata in semifinale dalla Junior Casale Monferrato.

## Verdetti stagionali
Competizioni nazionali
- Serie B d'Eccellenza:

stagione regolare: 1º posto su 16 squadre (21-9);

## Roster
| Giocatori |
| --------- |

|  | Naz.              | Ruolo | Sportivo           |  |  |  |  |
|  | ----------------- | ----- | ------------------ |  |  |  |  |
|  | Italia (bandiera) | P     | Federico Antinori  |  |  |  |  |
|  | Italia (bandiera) | P     | Luca Sabatini      |  |  |  |  |
|  | Italia (bandiera) | PG    | Claudio Cavalieri  |  |  |  |  |
|  | Italia (bandiera) | PG    | Cristian Akrivos   |  |  |  |  |
|  | Italia (bandiera) | A     | Luca Pignatti      |  |  |  |  |
|  | Italia (bandiera) | A     | Luciano Masieri    |  |  |  |  |
|  | Italia (bandiera) | A     | Daniele Casadei    |  |  |  |  |
|  | Italia (bandiera) | C     | Luca Bisconti      |  |  |  |  |
|  | Italia (bandiera) | C     | Augusto Binelli    |  |  |  |  |
|  | Italia (bandiera) |       | Francesco Malaguti |  |  |  |  |
|  | Italia (bandiera) |       | Dario Bretta       |  |  |  |  |
|  | Italia (bandiera) |       | Tommaso Vitale     |  |  |  |  |

| Staff tecnico               |
| --------------------------- |
| Allenatore: Adriano Furlani |